# Chalets de Miage
Pour les articles homonymes, voir Miage.
Ne doit pas être confondu avec Chalets du Miage ou Refuge de Miage.
Les chalets de Miage forment un hameau d'alpages de France situé en Haute-Savoie, sur la commune de Saint-Gervais-les-Bains, dans la petite vallée glaciaire des Pâturages de Miage, à 1 560 mètres d'altitude. Il se trouve au pied du mont Vorassay, du col de Tricot, de l'arête de Tricot et du mont Truc, en amont des gorges de la Gruvaz empruntées par le torrent de Miage. Il est composé des chalets de Miage d'en Bas et des chalets de Miage d'en Haut distants d'environ 200 mètres.
Les chalets de Miage sont accessibles par une piste carrossable depuis le val Montjoie à l'ouest et se trouvent au croisement de plusieurs sentiers de randonnée qui font partie du Tour du Mont-Blanc et du GRP Tour du Pays du Mont-Blanc ou qui permettent de gagner le refuge de Plan Glacier en rive droite du glacier de Miage en amont de l'alpage. Le refuge de Miage se trouve au centre du hameau, au croisement des sentiers.

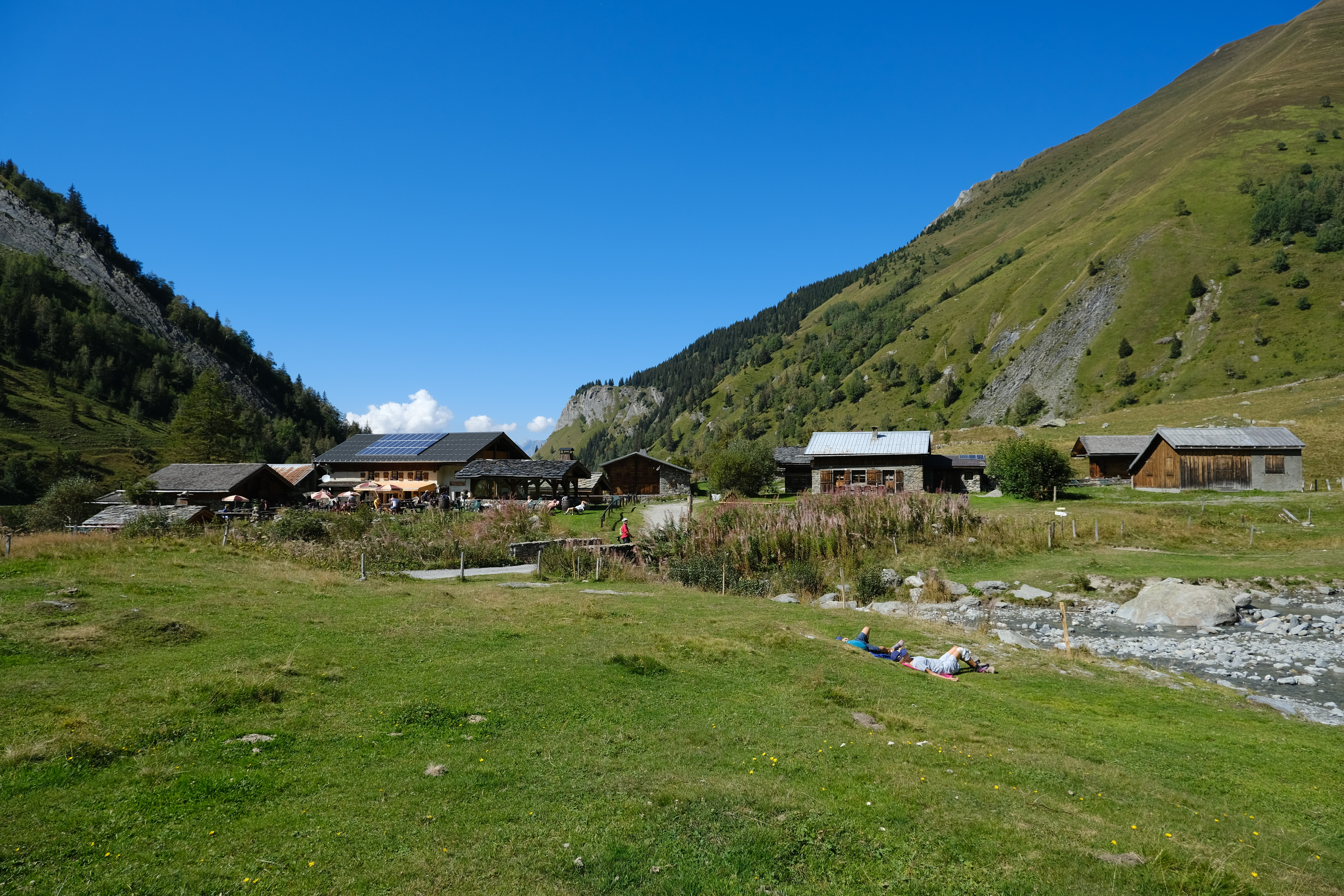
Vue des chalets de Miage d'en Bas avec le refuge sur la gauche.